# Crioprosopus lateralis
Crioprosopus lateralis là một loài bọ cánh cứng trong họ Cerambycidae.